# Bethlehemskirken (Kerteminde-Dalby Valgmenighed)
 For alternative betydninger, se Bethlehemskirken. (Se også artikler, som begynder med Bethlehemskirken)
Bethlehemskirken er en grundtvigsk valgmenighedskirke i Dalby, Kerteminde Kommune. 
Kirken er opført 1869, året efter vedtagelsen af valgmenighedsloven af 15. maj 1868 gjorde det lovligt at etablere egne valgmenigheder. Christen Kold havde 1853 flyttet sin højskole fra Ryslinge til Dalby, hvor Dalby friskole blev centrum for et blomstrende grundtvigsk miljø. Ved friskolen rejstes 1869 et bedehus kaldet Bethlehemshuset. Dette miljø lagde grunden for opførelsen af en egentlig kirke, der kunne erstatte bedehuset.
Bygning
Kirken  er tegnet i nyromansk stil af Andreas Bentsen, Vallekilde, og kirken kunne indvies 4. december 1898. Bygningen består af kor, skib og et vestparti med tvillingetårne. Kirken er opført i røde, maskinstrøgne tegl muret i krydsforbandt på en sokkel af beton.
Inventar
Inventaret stammer med få undtagelser fra indvielsen 1898. De faste møbler er tegnet af kirkens arkitekt, Andreas Bentsen. Alterudsmykningen er et rundbuet kalkmaleri der viser helligåndsduen svævende over vinranker og en fåreflok og der henvises til Johannesevangeliet 6,35. 